# グレンビル・ドッジ
グレンビル・メレン・ドッジ（英: Grenville Mellen Dodge、1831年4月12日-1916年1月3日）は、アメリカ合衆国の南北戦争時およびフロンティアにおける陸軍将軍、アメリカ合衆国下院議員、実業家および大陸横断鉄道の建設に貢献した鉄道会社役員である。ゼネラル・ミルズを興した一人でもある。

## 初期の経歴
ドッジはマサチューセッツ州ダンバーズに近いパットナムビルで生まれた。1851年、バーモント州のノーウィッチ大学で土木工学の学位を得て卒業し、その後アイオワ州に移転して、ミズーリ川沿いカウンシルブラフス市に定着した。その後の10年間ユニオン・パシフィック鉄道など、鉄道付設のための測量に関わった。1854年にはルース・アン・ブラウンと結婚した。

## 南北戦争
ドッジは南北戦争で北軍に参加した。戦争の始まりにアイオワ州知事からワシントンD.C.に派遣され、アイオワ州志願兵に支給する為のマスケット銃6,000挺を確保した。1861年7月、第4アイオワ志願歩兵連隊の大佐に指名された。ピーリッジの戦いでは第4師団第1旅団を指揮し、このとき負傷した。戦闘任務のために志願兵の准将に指名され、ミシシッピ地区軍指揮を任され、鉄道の防衛と建設とに関わった。
1864年6月には少将に指名され、ウィリアム・シャーマン少将のアトランタ方面作戦では第16軍団を指揮した。アトランタの戦いではその第16軍団が予備隊とされたが、たまたま南軍ジョン・ベル・フッドの側面攻撃を直接妨害する立場に置かれた。この戦闘中にドッジは馬に乗って前線に進み、自らトマス・W・スウィーニーの師団を戦闘に導いた。
この行動がスウィーニーをひどく怒らせ、スウィーニーはドッジや仲間の師団長ジョン・W・フラーと殴りあいになった。スウィーニーはこの行動で軍法会議に掛けられ、一方ドッジはエルザ教会の戦いでもその軍団指揮を続けた。その後アトランタ市を包囲する間、南軍の狙撃兵が北軍胸壁の隙間を探している時に、ドッジを見つけてその頭を狙撃した。ドッジはこの傷から快復し、ミズーリ方面軍指揮官として終戦を迎えた。
この戦争中にドッジはトマス・クラーク・デュランに情報を与え、その結果デュランは南部州からの戦利品である綿花を密貿易して一財産を築いた。

## インディアン戦争
南北戦争が終わりに近付くと、ドッジのミズーリ方面軍は拡張されて、カンザス州、ネブラスカ州およびユタ準州の方面軍も含むことになった。1865年夏、スー族、シャイアン族およびアラパホ族インディアンがボーズマン・トレイルと山岳地の郵便配送路を襲うようになった。ドッジはこれらの襲撃を鎮めるために懲罰的作戦を命じ、これがパウダー川遠征と呼ばれることになった。この遠征の野戦指揮官はユタ地区軍を指揮するパトリック・エドワード・コナー准将に任された。コナーの部隊はタング川の戦いでアラパホ族に決定的な敗北を負わせたが、この遠征自体は概して決着が付かず、最終的にレッドクラウド戦争に発展した。

## 鉄道

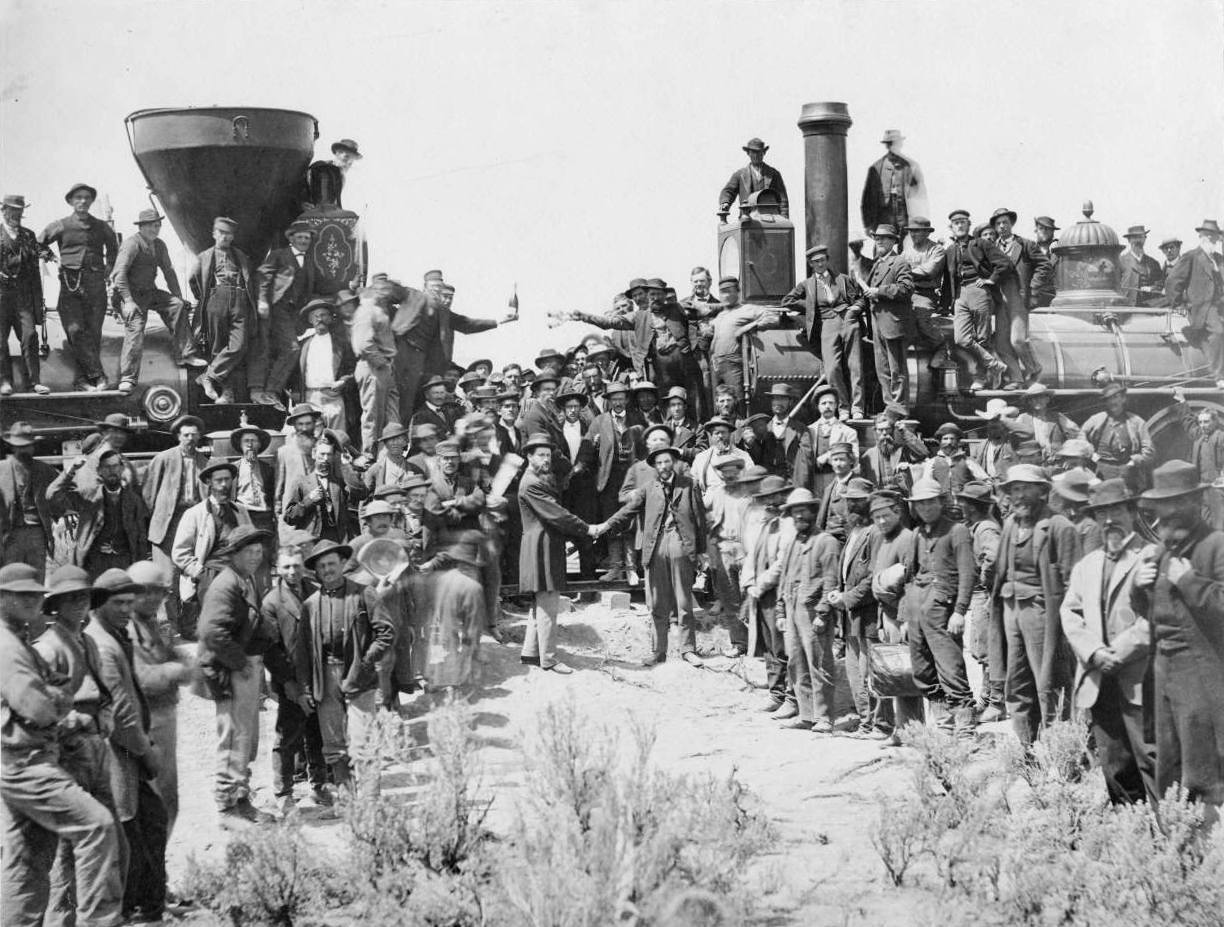
ゴールデン・スパイクのセレモニーでサミュエル・S・モンタギューと握手するドッジ（中央右）。アンドリュー・J・ラッセル撮影

ドッジは1865年のブラックヒルズにおける作戦行動中、戦士集団から逃げているときにプラット川の西にユニオン・パシフィック鉄道のための抜け道を見つけたと実感した。1866年5月、ドッジはユリシーズ・グラントとシャーマン両将軍からの裏書を得て軍隊から退役し、ユニオン・パシフィック鉄道の技師となり、初の大陸横断鉄道を建設する指導的存在になった。
ドッジの仕事は経路を計画し、遭遇する障害を克服する手段を考え出すことだった。ドッジはユニオン・パシフィック鉄道の主要投資家になっていたトマス・クラーク・デュランに雇われた。デュランは会社を騙し、鉄道経路を自分の所有する土地に都合よく引こうと操作した。このことでドッジとは危険な対立に導くことになった。最終的にデュランはサイラス・シーモアという技師助言者を押し付け、ドッジの決断を探らせ妨害した。
ドッジはデュランが財産を築き上げているのを見て、このプロジェクトの主要請負業者で、デュランの会社であるクレディット・モビリエの株を購入した。ドッジは少なからぬ利益を得たが、デュランの取引に関するスキャンダルが露見したときに、ドッジは審問における証言を避けるために自ら身を引いてテキサスに移動した。

## 政界と晩年

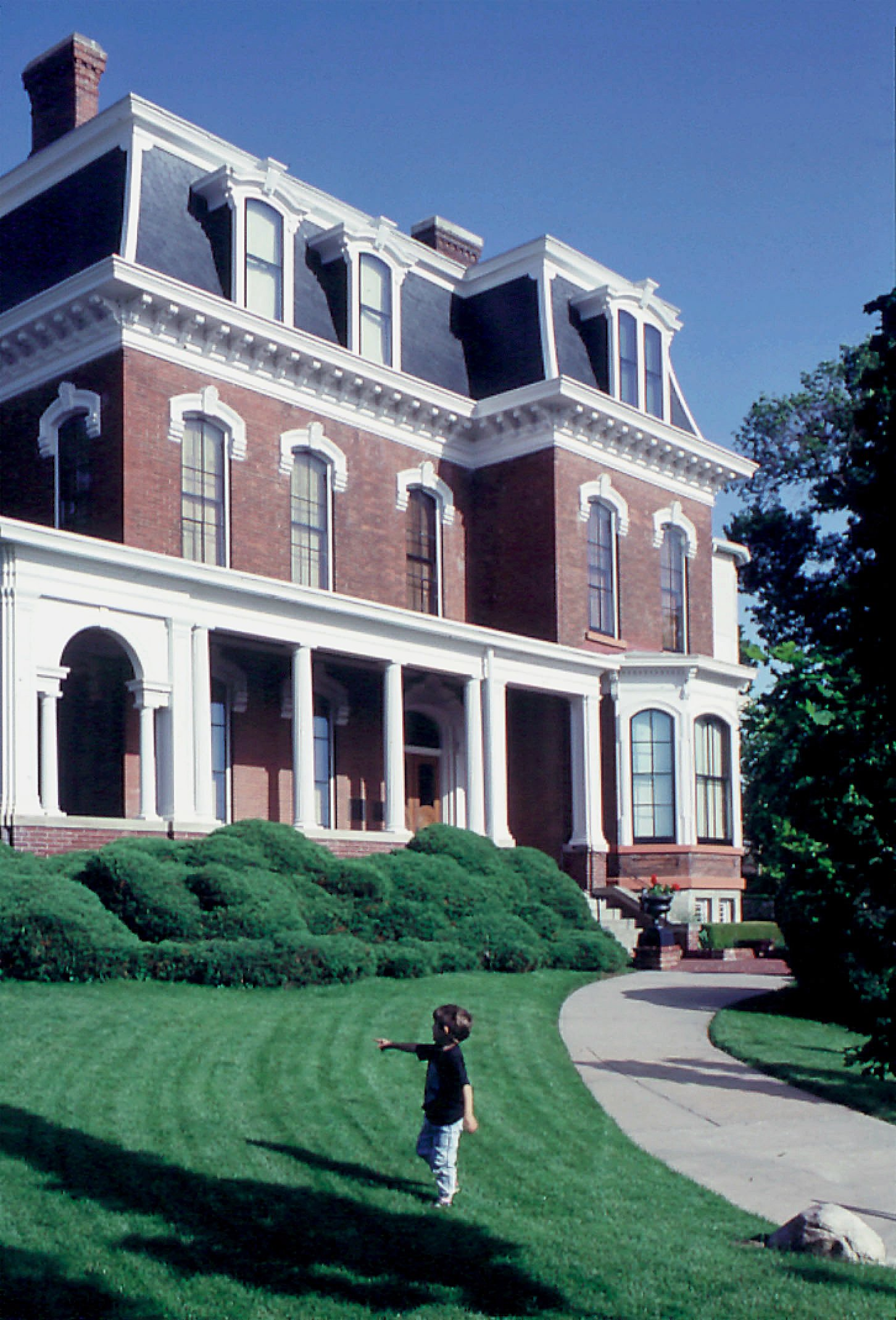
ドッジの家、アイオワ州カウンシルブラフス

1866年、ドッジはアメリカ合衆国下院議員アイオワ州第５選挙区の候補を決める共和党大会で現職のジョン・A・カッソンを破った。一般選挙でも北軍で同僚だったジェイムズ・M・タトルを破って当選した。この選出は、まだ鉄道建設に多くの時間を割かなければならなかったので、問題になった。ワシントンに居る間（第40期議会）、ユニオン・パシフィック鉄道のためにしばしばロビー活動を行い、また西部の国内改良を支持した。ドッジは下院議員を1867年3月4日から1869年3月3日まで務めた。
ドッジは1868年にシカゴで、また1876年にシンシナティで開催された共和党全国大会の代議員となった。下院議員の任期が満了になった後は、鉄道技師に戻った。1880年代と1890年代、ドッジは数多い鉄道会社の社長あるいは主任技師を務めた。開発してきた多くなるばかりの事業を取り仕切るためにニューヨーク市に行った。
ドッジはアイオワ州に戻り、1916年にカウンシルブラフスで死んだ。そこのウォルナットヒル墓地に埋葬されている。ドッジの家、グレンビル・M・ドッジ・ハウスは国定歴史史跡となっている。
西部開拓時代に重要な軍事基地だったカンザス州ドッジ砦はドッジの名誉を称えて名付けられた。ユニオン・パシフィック鉄道の本社があったネブラスカ州オマハのドッジ通りは、ドッジに因んで名付けられたと言われることが多いが、実際はアイオワ州の影響力ある上院議員だったオーガスタス・C・ドッジに因むものである。